# Liga Mexicana del Pacífico 2015-16
La Temporada 2015-16 de la Liga Mexicana del Pacífico fue la 58.ª edición, llevó el nombre Potosinos Express y comenzó el día 9 de octubre de 2015, con la visita de los Charros de Jalisco a los Tomateros de Culiacán. El resto de los juegos inaugurales iniciaron el día 10 de octubre de la siguiente manera: Navojoa en Ciudad Obregón, Mazatlán en Los Mochis y Hermosillo en Mexicali.
La primera mitad terminó el 19 de noviembre, la segunda mitad terminó el 29 de diciembre de 2015.  
Buscando garantizar la imparcialidad en los juegos, se aprobó la inclusión de la revisión instantánea (instant replay o challenge) para la temporada 2015-16, que servirá como apoyo para el cuerpo de ampáyers de la LMP. El béisbol será el primer deporte profesional en México en usar la repetición instantánea.
También se aprobó el manejo del antidopaje. A partir de esta temporada se establecerá una relación con la CONADE, que responderá a los tiempos cortos que requiere la LMP para la obtención de los resultados de las pruebas antidopaje. Se utilizará el mismo mecanismo utilizado por la LMB de pruebas aleatorias y sin previo aviso.
Además se aprobó un cambio en el calendario para los playoffs de la temporada 2015-16, el cual indica que el nuevo campeón se conocerá a más tardar el 28 de enero, dejando un par de días de preparación de cara a la Serie del Caribe que iniciará el primero de febrero. Por primera vez el calendario contempla la posibilidad de jugar corridos del tercer al séptimo juego de la etapa de repesca.
Otra gran novedad, es el concepto de “Lunes Retro”. Esto consiste en que los dos equipos que jueguen el lunes por la noche, deberán vestir uniformes de temporadas anteriores para traer a la actualidad las galas de las épocas de oro.
Los Venados de Mazatlán se coronaron campeones al superar 4-1 a los Águilas de Mexicali en la serie por el título. El juego final se disputó el 25 de enero de 2016 en el Estadio Teodoro Mariscal de Mazatlán, Sinaloa.
Una vez más, como en las últimas 7 temporadas, la LMP mejoró sus números en asistencias totales. Tomando en cuenta el número de aficionados que ingresaron a los parques de pelota durante la Temporada Potosinos Express 2015-16, la LMP registró un ingreso de 2,968,751 personas, para un aumento del 12% con referencia a la Temporada 2014-15.
La temporada regular específicamente, concluida el pasado 29 de diciembre de 2015, registro un aforo superior a los 2.5 millones, esto representó un crecimiento del 15% contra el año anterior.
La presente estadística permite determinar un promedio de asistencia por juego de 9,500 personas en los parques de pelota de LMP. Este número marca al circuito invernal del béisbol mexicano como la cuarta liga profesional de béisbol con más espectadores en cada jornada, por debajo de MLB, con 30,437, la Liga Japonesa de béisbol con 26,457 y la Liga Coreana de béisbol con 11,301 asistentes por juego.

## Sistema de competencia

### Temporada regular
La temporada regular se divide en dos mitades, para totalizar 68 partidos para cada uno de los 8 equipos. 
La primera mitad está integrada de 35 juegos y la segunda de 33 juegos para cada club. Al término de cada mitad, se asigna a cada equipo una puntuación conforme a la posición que ocuparon en el standing, bajo el siguiente esquema:
- Primera posición: 8 puntos
- Segunda: 7 puntos
- Tercera: 6 puntos
- Cuarta: 5 puntos
- Quinta: 4,5 puntos
- Sexta: 4 puntos
- Séptima: 3,5 puntos
- Octava: 3 puntos

- Al concluir la segunda vuelta, se realiza un "Standing General de Puntos" y califican a la postemporada los 6 equipos que hayan sumados más puntos considerando las dos mitades. Simultáneamente se estructura el "Standing General de Juegos Ganados y Perdidos".

### Postemporada
Definidos los 6 equipos calificados para los playoffs, se integra un standing general sobre la base de los puntos obtenidos, de tal forma que las series se arman enfrentando al equipo 1 contra el 6, el 2 vs el 5 y el 3 vs el 4. Los equipos 1, 2 y 3 serán locales en la primera fase denominada “Repesca”
Las series de playoff serán a ganar 4 de 7 juegos posibles, bajo el esquema 2-3-2, es decir, dos juegos en la primera plaza, tres en la segunda y si es necesario, dos partidos más en la primera plaza.
Para integrar las series semifinales, se agregará a los tres ganadores un cuatro equipo “comodín” o “mejor perdedor”, el cual será definido aplicando tres criterios:
1) Mayor número de juegos ganados en la serie de “repesca”
2) Mayor promedio de “Run Average”
3) Mejor posición en el standing General de Ganados y Perdidos, considerando las dos mitades.

### Semifinales
Las series semifinales se armarán conforme al Standing General, General de Ganados y Perdidos, considerando las dos mitades. Al equipo calificado como “mejor perdedor” le corresponderá el número 4 y deberá enfrentar al equipo 1 en calidad de visitante.
En caso de que bajo este esquema se debieran enfrentar dos equipos que ya lo hicieron en la primera serie de playoffs, el equipo “comodín” deberá enfrentar al mejor ubicado de los otros dos equipos.

### Final
La serie final será protagonizada por los equipos ganadores de las dos series semifinales, iniciándose la serie en casa del mejor clasificado del Standing General de ganados y perdidos.

## Equipos participantes
| Liga Mexicana del Pacífico 2015-16 |           |                 |                           |                          |           |
| Equipo                             | Fundación | Mánager         | Ciudad                    | Estadio                  | Capacidad |
| Águilas de Mexicali                | 1948      | Edgar González  | Mexicali, Baja California | B'Air                    | 17,000    |
| Cañeros de Los Mochis              | 1947      | Luis Sojo       | Los Mochis, Sinaloa       | Emilio Ibarra Almada     | 11,000    |
| Charros de Jalisco                 | 1946      | Homar Rojas     | Guadalajara, Jalisco      | Panamericano             | 13,000    |
| Mayos de Navojoa                   | 1950      | Enrique Reyes   | Navojoa, Sonora           | Manuel Ciclón Echeverría | 11,500    |
| Naranjeros de Hermosillo           | 1944      | Lorenzo Bundy   | Hermosillo, Sonora        | Sonora                   | 16,000    |
| Tomateros de Culiacán              | 1965      | Benjamín Gil    | Culiacán, Sinaloa         | Tomateros                | 20,000    |
| Venados de Mazatlán                | 1945      | Juan José Pacho | Mazatlán, Sinaloa         | Teodoro Mariscal         | 15,000    |
| Yaquis de Ciudad Obregón           | 1947      | Eddie Díaz      | Ciudad Obregón, Sonora    | Tomás Oroz Gaytán        | 13,000    |

## Standings

### Primera vuelta
| Equipos                  | JJ | JG | JP | JE | PCT  | JV   | PTS |
| ------------------------ | -- | -- | -- | -- | ---- | ---- | --- |
| Águilas de Mexicali      | 35 | 22 | 13 | -  | .629 | -    | 8.0 |
| Cañeros de Los Mochis    | 35 | 21 | 14 | -  | .600 | 1.0  | 7.0 |
| Venados de Mazatlán      | 35 | 20 | 15 | -  | .571 | 2.0  | 6.0 |
| Charros de Jalisco       | 35 | 18 | 17 | -  | .514 | 4.0  | 5.0 |
| Yaquis de Ciudad Obregón | 35 | 18 | 17 | -  | .514 | 4.0  | 4.5 |
| Mayos de Navojoa         | 35 | 17 | 18 | -  | .486 | 5.0  | 4.0 |
| Tomateros de Culiacán    | 35 | 13 | 22 | -  | .371 | 9.0  | 3.5 |
| Naranjeros de Hermosillo | 35 | 11 | 24 | -  | .314 | 11.0 | 3.0 |

- Actualizado el 20 de noviembre de 2015.[5]

### Segunda vuelta
| Equipos                  | JJ | JG | JP | JE | PCT  | JV  | PTS |
| ------------------------ | -- | -- | -- | -- | ---- | --- | --- |
| Yaquis de Ciudad Obregón | 33 | 21 | 12 | -  | .636 | -   | 8.0 |
| Mayos de Navojoa         | 33 | 19 | 14 | -  | .576 | 2.0 | 7.0 |
| Venados de Mazatlán      | 33 | 18 | 15 | -  | .545 | 3.0 | 6.0 |
| Águilas de Mexicali      | 33 | 16 | 16 | 1  | .500 | 4.5 | 5.0 |
| Naranjeros de Hermosillo | 33 | 16 | 16 | 1  | .500 | 4.5 | 4.5 |
| Tomateros de Culiacán    | 33 | 15 | 18 | -  | .455 | 6.0 | 4.0 |
| Cañeros de Los Mochis    | 33 | 14 | 19 | -  | .424 | 7.0 | 3.5 |
| Charros de Jalisco       | 33 | 12 | 21 | -  | .364 | 9.0 | 3.0 |

- Actualizado el 30 de diciembre de 2015.[6]

### General
| Equipos                  | JJ | JG | JP | JE | PCT  | JV   |
| ------------------------ | -- | -- | -- | -- | ---- | ---- |
| Yaquis de Ciudad Obregón | 68 | 39 | 29 | -  | .574 | -    |
| Águilas de Mexicali      | 68 | 38 | 29 | 1  | .567 | 0.5  |
| Venados de Mazatlán      | 68 | 38 | 30 | -  | .559 | 1.0  |
| Mayos de Navojoa         | 68 | 36 | 32 | -  | .529 | 3.0  |
| Cañeros de Los Mochis    | 68 | 35 | 33 | -  | .515 | 4.0  |
| Charros de Jalisco       | 68 | 30 | 38 | -  | .441 | 9.0  |
| Tomateros de Culiacán    | 68 | 28 | 40 | -  | .412 | 11.0 |
| Naranjeros de Hermosillo | 68 | 27 | 40 | 1  | .403 | 11.5 |

- Actualizado el 30 de diciembre de 2015.

### Puntos
| Equipos                  | 1V  | 2V  | TOTAL |
| ------------------------ | --- | --- | ----- |
| Águilas de Mexicali      | 8.0 | 5.0 | 13.0  |
| Yaquis de Ciudad Obregón | 4.5 | 8.0 | 12.5  |
| Venados de Mazatlán      | 6.0 | 6.0 | 12.0  |
| Mayos de Navojoa         | 4.0 | 7.0 | 11.0  |
| Cañeros de Los Mochis    | 7.0 | 3.5 | 10.5  |
| Charros de Jalisco       | 5.0 | 3.0 | 8.0   |
| Tomateros de Culiacán    | 3.5 | 4.0 | 7.5   |
| Naranjeros de Hermosillo | 3.0 | 4.5 | 7.5   |

| Avanza a los playoffs |

Nota 1: En empate de puntos entre Culiacán y Hermosillo se definió por el criterio de mejor porcentaje de ganados y perdidos.

## Playoffs
|  | Primer Play Off | Primer Play Off | Primer Play Off |          |         | Semifinales | Semifinales | Semifinales |  |          | Final    | Final | Final |  |
|  |                 |                 |                 |          |         |             |             |             |  |          |          |       |       |  |
|  |                 |                 |                 |          |         |             |             |             |  |          |          |       |       |  |
|  | Navojoa         | Navojoa         | 4               |          |         |             |             |             |  |          |          |       |       |  |
|  | Navojoa         | Navojoa         | 4               |          |         |             |             |             |  |          |          |       |       |  |
|  | Mazatlán        | Mazatlán        | 2               |          |         |             |             |             |  |          |          |       |       |  |
|  | Mazatlán        | Mazatlán        | 2               |          | Navojoa | Navojoa     | 3           |             |  |          |          |       |       |  |
|  |                 |                 |                 |          | Navojoa | Navojoa     | 3           |             |  |          |          |       |       |  |
|  |                 |                 | Mexicali        | Mexicali | 4       |             |             |             |  |          |          |       |       |  |
|  | Jalisco         | Jalisco         | Mexicali        | Mexicali | 4       | 0           |             |             |  |          |          |       |       |  |
|  | Jalisco         | Jalisco         |                 |          |         |             |             |             |  |          |          |       |       |  |
|  | Mexicali        | Mexicali        | 4               |          |         |             |             |             |  |          |          |       |       |  |
|  | Mexicali        | Mexicali        | 4               |          |         |             |             |             |  | Mexicali | Mexicali | 1     |       |  |
|  |                 |                 |                 |          |         |             |             |             |  | Mexicali | Mexicali | 1     |       |  |
|  |                 |                 | Mazatlán        | Mazatlán | 4       |             |             |             |  |          |          |       |       |  |
|  |                 |                 | Mazatlán        | Mazatlán | 4       |             |             |             |  |          |          |       |       |  |
|  |                 |                 |                 |          |         |             |             |             |  |          |          |       |       |  |
|  |                 |                 |                 |          |         |             |             |             |  |          |          |       |       |  |
|  |                 | Mazatlán        | Mazatlán        | 4        |         |             |             |             |  |          |          |       |       |  |
|  |                 |                 |                 | 4        |         |             |             |             |  |          |          |       |       |  |
|  |                 |                 | Obregón         | Obregón  | 3       |             |             |             |  |          |          |       |       |  |
|  | Los Mochis      | Los Mochis      | Obregón         | Obregón  | 3       | 2           |             |             |  |          |          |       |       |  |
|  | Los Mochis      | Los Mochis      |                 |          |         |             |             |             |  |          |          |       |       |  |
|  | Obregón         | Obregón         | 4               |          |         |             |             |             |  |          |          |       |       |  |
|  | Obregón         | Obregón         | 4               |          |         |             |             |             |  |          |          |       |       |  |
|  |                 |                 |                 |          |         |             |             |             |  |          |          |       |       |  |

### Primer Play Off
| Equipos                  | JJ | JG | JP | JV  | PCT   | RA     |
| ------------------------ | -- | -- | -- | --- | ----- | ------ |
| Águilas de Mexicali      | 4  | 4  | 0  | -   | 1.000 | 180.00 |
| Yaquis de Ciudad Obregón | 6  | 4  | 2  | -   | .667  | 139.13 |
| Mayos de Navojoa         | 6  | 4  | 2  | -   | .667  | 105.56 |
| Venados de Mazatlán      | 6  | 2  | 4  | 2.0 | .333  | 94.74  |
| Cañeros de Los Mochis    | 6  | 2  | 4  | 2.0 | .333  | 71.88  |
| Charros de Jalisco       | 4  | 0  | 4  | 4.0 | 0.000 | 55.56  |

| Avanza a semifinales |

| Avanza como comodín |

Nota 1: En empate entre Obregón y Navojoa se definió por el criterio de RUN AVERAGE (RA).
Nota 2: En empate entre Mazatlán y Los Mochis se definió por el criterio de RUN AVERAGE (RA).

### Semifinales
| Equipos                  | JJ | JG | JP | JV  | PCT  | RA     |
| ------------------------ | -- | -- | -- | --- | ---- | ------ |
| Águilas de Mexicali      | 7  | 4  | 3  | -   | .571 | 130.43 |
| Venados de Mazatlán      | 7  | 4  | 3  | -   | .571 | 113.04 |
| Yaquis de Ciudad Obregón | 7  | 3  | 4  | 1.0 | .429 | 88.46  |
| Mayos de Navojoa         | 7  | 3  | 4  | 1.0 | .429 | 76.67  |

| Avanza a la Final |

Nota 1: En empate entre Mexicali y Mazatlán se definió por el criterio de RUN AVERAGE (RA).
Nota 2: En empate entre Obregón y Navojoa se definió por el criterio de RUN AVERAGE (RA).

### Final
| Equipos             | JJ | JG | JP | JV  | PCT  |
| ------------------- | -- | -- | -- | --- | ---- |
| Venados de Mazatlán | 5  | 4  | 1  | -   | .800 |
| Águilas de Mexicali | 5  | 1  | 4  | 3.0 | .200 |

| Campeón |

## Cuadro de honor
| Equipos                  | Posición   |
| ------------------------ | ---------- |
| Venados de Mazatlán      | Campeón    |
| Águilas de Mexicali      | Subcampeón |
| Yaquis de Ciudad Obregón | 3° Lugar   |
| Mayos de Navojoa         | 4° Lugar   |
| Cañeros de Los Mochis    | 5° Lugar   |
| Charros de Jalisco       | 6° Lugar   |
| Tomateros de Culiacán    | 7° Lugar   |
| Naranjeros de Hermosillo | 8° Lugar   |

## Líderes
A continuación se muestran los lideratos tanto individuales como colectivos de los diferentes departamentos de bateo y de pitcheo

### Bateo
| Categoría               | Individual              | Marca | Colectivo                                      | Marca |
| ----------------------- | ----------------------- | ----- | ---------------------------------------------- | ----- |
| Porcentaje              | Jesús Valdez (JAL)      | .347  | Águilas de Mexicali                            | .295  |
| Carreras Producidas     | Japhet Amador (JAL)     | 48    | Charros de Jalisco                             | 308   |
| Home Runs               | Japhet Amador (JAL)     | 14    | Yaquis de Ciudad Obregón Cañeros de Los Mochis | 50    |
| Carreras Anotadas       | Jeremías Pineda (MZT)   | 50    | Yaquis de Ciudad Obregón                       | 321   |
| Hits                    | Wellington Dotel (MXL)  | 84    | Águilas de Mexicali                            | 683   |
| Dobles                  | José M. Rodríguez (JAL) | 20    | Charros de Jalisco                             | 132   |
| Triples                 | Wellington Dotel (MXL)  | 8     | Águilas de Mexicali                            | 22    |
| Bases Robadas           | Jeremías Pineda (MZT)   | 31    | Águilas de Mexicali                            | 70    |
| Slugging                | Japhet Amador (JAL)     | .558  | Charros de Jalisco                             | .423  |
| Porcentaje de Embasarse | José Amador (HMO)       | .439  | Águilas de Mexicali                            | .349  |

### Pitcheo
| Categoría             | Individual                                                                           | Marca | Colectivo                | Marca |
| --------------------- | ------------------------------------------------------------------------------------ | ----- | ------------------------ | ----- |
| Efectividad           | Alejandro Soto (MXL)                                                                 | 2.63  | Naranjeros de Hermosillo | 3.39  |
| Juegos Ganados        | Javier Solano (MZT)                                                                  | 8     | Yaquis de Ciudad Obregón | 39    |
| Porcentaje de Ganados | Luke Irvine (MOC)                                                                    | .750  | Yaquis de Ciudad Obregón | .574  |
| Ponches               | Javier Solano (MXL)                                                                  | 71    | Águilas de Mexicali      | 502   |
| Juegos Salvados       | Andrés Ávila (MOC)                                                                   | 23    | Venados de Mazatlán      | 26    |
| Juegos Lanzados       | Arturo Barradas (MZT)                                                                | 37    |                          |       |
| Innings Lanzados      | Édgar González (HMO)                                                                 | 81.2  | Naranjeros de Hermosillo | 608.0 |
| Juegos Completos      | Amilcar Gaxiola (MZT) Javier Solano (MXL) Roy Merritt (MOC) Derrick Miramontes (MOC) | 1     | Cañeros de Los Mochis    | 2     |
| Blanqueadas           | No Hubo                                                                              | -     | Águilas de Mexicali      | 7     |

## Designaciones
| Designación                           | Trofeo             | Ganador             | Equipo                |
| ------------------------------------- | ------------------ | ------------------- | --------------------- |
| Jugador Más Valioso                   | Héctor Espino      | Japhet Amador       | Charros de Jalisco    |
| Pitcher del Año                       | Vicente Romo       | Javier Solano       | Águilas de Mexicali   |
| Relevista del Año                     | Isidro Márquez     | Andrés Ávila        | Cañeros de Los Mochis |
| Novato del año                        | Baldomero Almada   | Esteban Quiroz      | Venados de Mazatlán   |
| Mánager del Año                       | Benjamín Reyes     | Edgar González      | Águilas de Mexicali   |
| Mánager Campeón                       | Francisco Estrada  | Juan José Pacho     | Venados de Mazatlán   |
| Jugador más Valioso de la Serie Final |                    | Paul León           | Venados de Mazatlán   |
| Campeón de Bateo                      | Matías Carrillo    | Jesús Valdez        | Charros de Jalisco    |
| Campeón de Pitcheo                    |                    | Alejandro Soto      | Venados de Mazatlán   |
| Campeón de Cuadrangulares             | Ronnie Camacho     | Japhet Amador       | Charros de Jalisco    |
| Ejecutivo del año                     | Horacio López Díaz | José Antonio Toledo | Venados de Mazatlán   |
| Gerente del año                       | Abundio Vargas     | Jesús Valdez        | Venados de Mazatlán   |

## Guantes de Oro
A continuación se muestran a los ganadores de los Guantes de Oro de la temporada.
| Posición | Jugador                                                | Equipo                                      |
| 1B       | Saúl Soto                                              | Cañeros de Los Mochis                       |
| 2B       | Carlos Alberto Gastélum                                | Naranjeros de Hermosillo                    |
| 3B       | Rodolfo Amador                                         | Cañeros de Los Mochis                       |
| SS       | Amadeo Zazueta                                         | Charros de Jalisco                          |
| JD       | Sebastián Elizalde                                     | Naranjeros de Hermosillo                    |
| JC       | Chris Roberson                                         | Águilas de Mexicali                         |
| JI       | Quincy Latimore                                        | Mayos de Navojoa                            |
| C        | Román Alí Solís                                        | Tomateros de Culiacán                       |
| P        | Héctor Daniel Rodríguez Luke Irvine Derrick Miramontes | Tomateros de Culiacán Cañeros de Los Mochis |

## Datos sobresalientes
- Esta fue la temporada inaugural del nuevo estadio de los Tomateros de Culiacán.